# Ribbon Ridge AVA
Ribbon Ridge AVA (anerkannt seit dem 1. Juni 2005) ist ein Weinbaugebiet im US-Bundesstaat Oregon. Das Gebiet erstreckt sich über die Verwaltungsgebiete von Yamhill County und Washington County, die allesamt im Nordwesten Oregons liegen.  Die geschützte Herkunftsbezeichnung ist Teil der übergeordneten Chehalem Mountains AVA und Willamette Valley AVA. Ribbon Ridge liegt zwischen den Gemeinden Newberg and Gaston. Aktuell wurden 20 Weinberge angelegt.